# Promonocyte

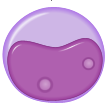
Un promonocyte

Le promonocyte est une cellule de grande taille de 20 µm de diamètre,  avec son noyau ovoïde replié sur lui-même. Il présente un cytoplasme basophile contenant quelques granulation peroxydase positif , le cytoplasme est bordé de pseudopodes. Il est issu d'un monoblaste et donne un monocyte.